# Mathias Normann
Mathias Antonsen Normann, född 28 maj 1996 i Svolvær, är en norsk fotbollsspelare som spelar för ryska FK Rostov. Han representerar även Norges fotbollslandslag.

## Karriär
Den 29 augusti 2021 lånades Normann ut av ryska FK Rostov till Norwich City på ett säsongslån.